# Pterostylis bureaviana
Pterostylis bureaviana är en orkidéart som beskrevs av Rudolf Schlechter. Pterostylis bureaviana ingår i släktet Pterostylis och familjen orkidéer.
Artens utbredningsområde är Nya Kaledonien. Inga underarter finns listade i Catalogue of Life.